# RevPAR
RevPAR è l'abbreviazione di Revenue Per Available Room. Tradotto alla lettera significa fatturato generato per camera disponibile ed è un indicatore utilizzato nel settore ricettivo alberghiero.

## Finalità
È il sistema più semplice per confrontare l'andamento di aziende alberghiere di dimensioni diverse, perché prende in considerazione il fatturato generato dalla vendita delle camere in rapporto al numero totale di camere disponibili (non quelle vendute: altrimenti si ottiene l'indicatore ADR).
Il RevPAR è l'indice di salute di un hotel in termini di revenue management. Stabilisce infatti il valore economico di ogni singola camera su precisa base temporale (giorno, settimana, mese, anno). 

## Formula
- RevPAR = Total Room Revenue (Totale Ricavo da Camere - sconti - tasse di vendita - costo dei pasti compresi) / Total available rooms (numero di camere disponibili);

oppure
- ADR (prezzo medio camera) * OR (percentuale di occupazione) / 100

## Osservazioni
Il RevPAR prende in considerazione i ricavi relativi alla vendita della camera, escludendo qualsiasi altra forma di ricavo (es. ristorazione, sale meeting ecc.) ed escludendo i costi operativi derivati dall'utilizzo della stessa. Questo indice quindi non è da considerarsi esplicativo sulla completa situazione economica dell'azienda alberghiera, rimane però il dato più comunemente rilevato a livello internazionale e tra i più attendibili in termini di revenue management. 
In effetti si prendono in considerazione altri indici di valutazione come per esempio la percentuale di occupazione (occupancy rate, OR) e il prezzo medio per camera venduta (average daily rate, ADR). Questi dati però potrebbero fuorviare la reale performance dell'albergo. Per esempio si potrebbe valutare positivamente un hotel con una percentuale di occupazione molto alta, ma è assolutamente vero che, se per ottenere tale prestazione si è esercitato una flessione verso il basso dei prezzi di vendita, il risultato economico che se ne conseguirà sarà meno soddisfacente. 
Il RevPar invece, prende in considerazione la globalità delle camere disponibili, anche quelle non vendute. Questo fattore apre orizzonti interessanti nella politica di vendita di un hotel considerando che una camera rimasta invenduta non può fare magazzino: è semplicemente persa, per sempre. Anche per questo le politiche tariffarie alberghiere (ma non solo) si concentrano sull'assoluta flessibilità dei prezzi di vendita, adattandosi all'andamento del mercato e creando forbici tariffarie sempre più ampie, segmentate per tipologia di mercato.